# Balitora
Balitora és un gènere de peixos de la família dels balitòrids i de l'ordre dels cipriniformes.

## Taxonomia
- Balitora annamitica (Kottelat, 1988)[2]
- Balitora brucei (Gray, 1830)[3][4]
- Balitora burmanica (Hora, 1932)
- Balitora eddsi (Conway & Mayden, 2010)
- Balitora elongata (Chen & Li, 1985)[5]
- Balitora haithanhi (Nguyen, 2005)
- Balitora lancangjiangensis (Zheng, 1980)[6]
- Balitora longibarbata (Chen, 1982)[7]
- Balitora ludongensis (Liu, Zhu, Wei & Chen, 2011)
- Balitora meridionalis (Kottelat, 1988)[2]
- Balitora mysorensis (Hora, 1941)[8]
- Balitora nantingensis (Chen, Cui & Yang, 2005)[9]
- Balitora nigrocorpa (Nguyen, 2005)
- Balitora tchangi (Zheng, 1982)[10]
- Balitora vanlani (Nguyen, 2005)
- Balitora vanlongi (Nguyen, 2005)[11][12][13][14][15][16]